# Синдром Ашермана
Синдром Ашермана — приобретённое заболевание матки, которое возникает при образовании рубцовой ткани внутри матки и/или шейки матки. Синдром характеризуется изменчивым рубцеванием внутри полости матки, во многих случаях передняя и задняя стенки матки прилипают друг к другу. Синдром может быть причиной нарушения менструального цикла, бесплодия и плацентарных аномалий. Хотя первый случай внутриматочных рубцов был опубликован в 1894 году Генрихом Фричем, полное описание синдрома Ашермана было проведено Джозефом Ашерманом только через 54 года.

## Симптомы и причины
Синдром характеризуется уменьшением объёма и продолжительности кровотечения при менструальном цикле и бесплодием. Аномалии менструального цикла часто, но не всегда, коррелируют с тяжестью заболевания: рубцы, расположенные в шейке матки или её нижней части, могут полностью блокировать менструацию. Иногда возникают боли во время менструации и овуляции. По имеющимся данным, 88% случаев этого синдрома возникают после проведения дилатации, выкидыша, родов или прерывания беременности.

## Лечение и исследования
В 2013 году был сделан вывод, что нет исследований, в которых бы сообщалось о связи между внутриматочными рубцами и долгосрочными репродуктивными последствиями после выкидыша, в то время как сообщалось о схожих результатах беременности после хирургического лечения. Существует связь между хирургическим вмешательством в матку и развитием внутриматочных рубцов, а также между внутриматочными рубцами и исходами беременности, однако до сих пор нет четких доказательств какого-либо метода профилактики неблагоприятных исходов беременности.
Теоретически, недавно забеременевшая матка под воздействием гормонов становится особенно мягкой и, следовательно, легко травмируется. Кюретаж — это слепая, инвазивная процедура, поэтому трудно избежать травмы эндометрия. Существуют медицинские альтернативы кюретажа для извлечения задержанной плаценты/продуктов зачатия после родов/аборта, включая мизопростол и мифепристон. Исследования показали, что менее инвазивные и более дешёвые методы являются эффективной, безопасной и приемлемой альтернативой.
В качестве альтернативы может проводиться Дилатация под контролем УЗИ. Это позволяет хирургу закончить выскабливание слизистой оболочки после удаления всех задержанных тканей, избегая травмирования.
Раннее наблюдение во время беременности для выявления выкидыша может предотвратить развитие или, в зависимости от ситуации, рецидив синдрома. Использование гистероскопической хирургии вместо дилатации и кюретажа для удаления сохранившихся продуктов зачатия или плаценты — ещё одна альтернатива, которая теоретически может улучшить исход беременности, хотя она может быть менее эффективной при большом количестве тканей. Кроме того, гистероскопия не является широко или повсеместно используемым методом и требует классификационных специалистов.
Внутриматочные спайки также образуются после гистероскопических операций, таких как миомэктомия, полипэктомия. Для предотвращения образования внутриматочных рубцов могут использоваться механические барьеры, такие как Womed Leaf или гели гиалуроновой кислоты.